# Cratere Chinook
Chinook  è un cratere sulla superficie di Marte.